# 1994 en bande dessinée
| Années de la bande dessinée : 1991 - 1992 - 1993 - 1994 - 1995 - 1996 - 1997    |
| Décennies de la bande dessinée : 1960 - 1970 - 1980 - 1990 - 2000 - 2010 - 2020 |

Cet article présente les faits marquants de l'année 1994 en bande dessinée.

## Évènements
- janvier : 21e Festival international de la bande dessinée d'Angoulême : Festival d'Angoulême 1994.
- avril : sortie de Uncle Scrooge no 285 (avec « Le Dernier du clan McPicsou », premier épisode de la Jeunesse de Picsou par Don Rosa, publiée dès 1992 au Danemark)
- 16 et 17 juin : 1er Festival de bande dessinée de Perros-Guirec.
- 8 au 10 juillet : 6e Festival de Solliès-Ville
- Francisco Ibáñez reçoit le Grand Prix du Salon de la bande dessinée espagnole (Gran Premio del Salón del Cómic) pour l'ensemble de son œuvre.
- Joe Quesada et Jimmy Palmiotti créent la maison d'édition Event Comics.
- Yvan Alagbé et Olivier Marboeuf fondent la maison d'édition Amok
- Création de la maison d'édition Fréon

## Nouveaux albums
Voir aussi : Albums de bande dessinée sortis en 1994

### Franco-belge
| Sortie    | Titre                                                                                           | Scénariste                              | Dessinateur                              | Coloriste | Éditeur                           |
| --------- | ----------------------------------------------------------------------------------------------- | --------------------------------------- | ---------------------------------------- | --------- | --------------------------------- |
| janvier   | Théodore Poussin no 8 : La Maison dans l'île                                                    | Frank Le Gall                           | Frank Le Gall                            |           | Dupuis                            |
| janvier   | Les aventures de Charlotte no 2 : Le rocher aux hirondelles                                     | Rudi Miel                               | André Taymans                            |           | Casterman                         |
| janvier   | L'Île des morts Tome 4 : Perinde ac cadaver                                                     | Thomas Mosdi                            | Guillaume Sorel                          |           | Vents d'Ouest                     |
| janvier   | Double M no 3 : Meurtre autour d'une tasse de thé                                               | Pascal Roman                            | Félix Meynet                             |           | Dargaud                           |
| janvier   | Castel Armer no 1 : La geste du temple                                                          | Henri Reculé                            | Henri Reculé                             |           | Le Lombard                        |
| janvier   | La Jeunesse de Blueberry no 9 : Le prix du sang                                                 | François Corteggiani                    | Colin Wilson                             |           | Novedi                            |
| janvier   | Cupidon no 6 : L'ange et l'eau                                                                  | Raoul Cauvin                            | Malik                                    |           | Dupuis                            |
| janvier   | L'Épée de Cristal no 5 Le goût de Sulfur                                                        | Jacky Goupil                            | Crisse                                   |           | Vents d'Ouest                     |
| janvier   | Le Petit Spirou no 4 : C'est pour ton bien!                                                     | Philippe Tome                           | Janry                                    |           | Dupuis                            |
| janvier   | Les Innommables no 3 : Le crâne du père Zé                                                      | Yann                                    | Didier Conrad                            |           | Dargaud                           |
| janvier   | Le Chat HS1 : Le meilleur du Chat                                                               | Philippe Geluck                         | Philippe Geluck                          |           | Casterman                         |
| janvier   | Les aventures de Fanfoué des Pnottas HS : Dieu, les femmes... la fondue                         | Pascal Roman                            | Félix Meynet                             |           | BD club Genève                    |
| janvier   | Zoo (1)                                                                                         | Philippe Bonifay                        | Frank Pé                                 |           | Dupuis - Aire libre               |
| janvier   | Neige no 7 : Les trois crimes de Judas                                                          | Didier Convard                          | Gine                                     |           | Glénat                            |
| janvier   | Ninon secrète no 2 : Mascarades                                                                 | Patrick Cothias                         | David Prudhomme                          |           | Glénat                            |
| janvier   | Oknam no 2 : Que ta volonté soit faite                                                          | Pascal Renard                           | Benoît Roels                             |           | Dargaud                           |
| janvier   | Baudouin no 1 : Le Roi souriant : 1930-1951                                                     | Benoît Despas                           | Bernard Coppens                          |           | Hélyode                           |
| janvier   | Complainte des landes perdues no 2 : Blackmore                                                  | Jean Dufaux                             | Grzegorz Rosiński                        |           | Dargaud                           |
| janvier   | Aldébaran no 1 : La catastrophe                                                                 | Léo                                     | Léo                                      |           | Dargaud                           |
| janvier   | Johan et Pirlouit no 14 : La horde du corbeau                                                   | Thierry Culliford - Yvan Delporte       | Alain Maury                              |           | Le Lombard                        |
| janvier   | Solo no 1 : Lignes de fuite                                                                     | Claude Carré                            | Philippe Sternis                         |           | Dargaud                           |
| janvier   | Les Sept Nains (1)                                                                              | Marvano                                 | Marvano                                  |           | Dupuis - Aire libre               |
| janvier   | Les Schtroumpfs HS1 : Schtroumpferies                                                           | Peyo                                    | Peyo                                     |           | Le Lombard                        |
| février   | Sylvain de Rochefort no 4 : Le piège de Montgisard                                              | Bom                                     | Thierry Cayman                           |           | Le Lombard                        |
| février   | Ex-Voto One shot : "Monsieur Verbun                                                             | Angelo Zamparutti                       | Pascal Rabaté                            |           | Vents d'Ouest                     |
| février   | XIII no 10 : El Cascador                                                                        | Jean Van Hamme                          | William Vance                            |           | Dargaud                           |
| février   | Zélie, nord-sud One shot                                                                        | Cosey                                   | Cosey                                    |           | Le Lombard                        |
| février   | ElfQuest : Le Pays des elfes no 15 : Voyage vers la mort                                        | Richard Pini                            | Wendi Pini                               |           | Vents d'Ouest                     |
| février   | Carland Cross (bande dessinée) no 4 : Le mystère du Loch Ness (1)                               | Michel Oleffe                           | Olivier Grenson                          |           | Lefrancq                          |
| février   | Jeremiah no 17 : Trois motos... ou quatre                                                       | Hermann                                 | Hermann                                  | Hermann   | Dupuis                            |
| février   | Les Zappeurs no 1 : Complètement accros                                                         | Serge Ernst                             | Serge Ernst                              |           | Dupuis                            |
| février   | Les Femmes en blanc no 12 : Cœur d'artiste chaud                                                | Raoul Cauvin                            | Philippe Bercovici                       |           | Dupuis                            |
| mars      | Cédric no 7 : Pépé se mouille                                                                   | Raoul Cauvin                            | Laudec                                   |           | Dupuis                            |
| mars      | Buck Danny no 45 : Les Secrets de la mer Noire                                                  | Francis Bergèse                         | Francis Bergèse                          |           | Novedi                            |
| mars      | Le Roi Vert no 3 : Les chiens noirs                                                             | Jean Annestay - Paul-Loup Sulitzer      | Gilles Mezzomo                           |           | Dupuis                            |
| mars      | Le Roi Vert no 4 : Charmian page                                                                | Jean Annestay - Paul-Loup Sulitzer      | Gilles Mezzomo                           |           | Dupuis                            |
| mars      | Ric Hochet no 53 : Meurtre à l'impro                                                            | André-Paul Duchâteau                    | Tibet                                    |           | Le Lombard                        |
| mars      | Les Petits Hommes no 30 : Bébé tango                                                            | Séron                                   | Séron                                    |           | Dupuis                            |
| avril     | Rourke no 3 : Les trois concubines                                                              | Paul-Loup Sulitzer - Marcel Rouffa      | Marvano                                  |           | Dupuis                            |
| avril     | Sarane One shot                                                                                 | Lax                                     | Lax                                      |           | Dupuis - Aire libre               |
| avril     | The Black Hawk Line no 5 : Dernier tour de force                                                | Jack Staller                            | Jack Staller                             |           | Le Lombard                        |
| avril     | Durango no 12 : L'héritière                                                                     | Yves Swolfs                             | Yves Swolfs                              |           | Glénat                            |
| avril     | Eva Medusa no 2 : Toi, l'amour...                                                               | Antonio Segura                          | Ana Mirallès                             |           | Glénat                            |
| avril     | Le Pouvoir des innocents no 2 : Amy                                                             | Luc Brunschwig                          | Laurent Hirn                             |           | Delcourt                          |
| avril     | Le Scrameustache no 25 : Le bétisier galaxien                                                   | François Gilson - Gos - Walt            | Gos - Walt                               |           | Dupuis                            |
| avril     | 6 juin 1944 - Overlord One shot : Le débarquement en Normandie                                  | Joël Tanter                             | Joël Tanter                              |           | Éditions Charles Corlet           |
| avril     | Biggles no 5 : Le vol du Wallenstein                                                            | Michel Oleffe                           | Éric Loutte                              |           | Lefrancq                          |
| avril     | Woogee no 2 : La Cité des Anges : Acte 1                                                        | André Benn                              | André Benn                               |           | Dargaud                           |
| avril     | L'intégrale des pieds nickelés Tome 18 : Dans le cambouis - Dans l'immobilier - ORTF            | René Pellos                             | René Pellos                              |           | Vents d'Ouest                     |
| avril     | Hans no 7 : Les enfants de l'infini                                                             | André-Paul Duchâteau                    | Kas                                      |           | Le Lombard                        |
| avril     | Horizon Blanc no 2 : BGC                                                                        | Pascal Renard                           | André Osi                                |           | Le Lombard                        |
| avril     | La Mémoire des arbres no 1 : 'La Hache et le Fusil (1)                                          | Jean-Claude Servais                     | Jean-Claude Servais                      |           | Dupuis                            |
| mai       | Du côté de chez Pojeno 5 : Patron sous pression                                                 | Raoul Cauvin                            | Louis-Michel Carpentier                  |           | Dupuis                            |
| mai       | ElfQuest : Le Pays des elfes no 16 : Les Revenants                                              | Richard Pini                            | Richard Pini                             |           | Vents d'Ouest                     |
| mai       | Harry Dickson no 4 : Le royaume introuvable                                                     | Christian Vanderhaeghe                  | Pascal Zanon                             |           | Art & B.D.                        |
| mai       | isabelle no 4 : Le Grand Bonbon                                                                 | Yvan Delporte                           | Will                                     |           | Dupuis                            |
| mai       | Jessica Blandy no 10 : Satan, ma déchirure                                                      | Jean Dufaux                             | Renaud                                   |           | Dupuis                            |
| mai       | L'Épervier no 1 : Le trépassé de Kermellec                                                      | Patrice Pellerin                        | Patrice Pellerin                         |           | Dupuis                            |
| mai       | Léo Loden no 5 : Kabbale dans les traboules                                                     | Christophe Arleston                     | Serge Carrère                            |           | Glénat                            |
| mai       | Le Boche no 5 : Dans la peau d'un neutre                                                        | Éric Stalner                            | Daniel Bardet                            |           | Glénat                            |
| mai       | Les chefs-d'œuvre de la B.D. humoristique Popeye                                                | Tom Sims                                | Bill Zaboly                              |           | Vents d'Ouest                     |
| mai       | Les Formidables Aventures de Lapinot no 3 : Mildiou                                             | Lewis Trondheim                         | Lewis Trondheim                          |           | Seuil                             |
| mai       | Loïc Francœur no 6 : La nuit de Saint-Avel                                                      | Bernard Capo                            | Bernard Capo                             |           | Le Lombard                        |
| mai       | Natacha no 16 : L'ange blond                                                                    | Maurice Tillieux                        | Georges Van Linthout - François Walthéry |           | Marsu Productions                 |
| mai       | Pierre Tombal no 11 : La défense des os primés                                                  | Raoul Cauvin                            | Marc Hardy                               |           | Dupuis                            |
| juin      | Jeannette Pointu no 8 : Le tigre de Tasmanie                                                    | Marc Wasterlain                         | Marc Wasterlain                          |           | Dupuis                            |
| juin      | Irish melody (1)                                                                                | Franz                                   | Franz                                    |           | Le Lombard                        |
| juin      | Les aventures de Charlotte no 3 : La perle noire                                                | Rudi Miel                               | André Taymans                            |           | Casterman                         |
| juin      | Les Psy no 1 : Quel est votre problème?                                                         | Raoul Cauvin                            | Bédu                                     |           | Dupuis                            |
| juin      | Les Tuniques bleues no 36 : Quantrill                                                           | Raoul Cauvin                            | Lambil                                   |           | Dupuis                            |
| juin      | Papyrus no 17 : Toutankhamon, le pharaon assassiné                                              | Luc de Gieter                           | Luc de Gieter                            |           | Dupuis                            |
| juin      | Victor Sackville no 9 : L'imposteur                                                             | François Rivière - Gabrielle Borile     | Francis Carin                            |           | Le Lombard                        |
| juin      | Thanéros no 3 : Peliqan                                                                         | Claude Carré - Denis Parent             | Eric Larnoy                              |           | Dupuis                            |
| juin      | Dayak no 2 : La chambre verte                                                                   | Philippe Adamov                         | Philippe Adamov                          |           | Glénat                            |
| juin      | Aria no 16 : Ove                                                                                | Michel Weyland                          | Michel Weyland                           |           | Dupuis                            |
| juillet   | Bobo no 15 : La rançon de la gloire                                                             | Paul Deliège                            | Paul Deliège                             |           | Dupuis                            |
| juillet   | Cubitus no 30 : Au poil près                                                                    | Dupa                                    | Dupa                                     |           | Le Lombard                        |
| juillet   | Cubitus no 31 : Cubitus et les cumulus de Romulus                                               | Dupa                                    | Dupa                                     |           | Le Lombard                        |
| juillet   | Cubitus HS : Cubitus... vous êtes complètement timbré !                                         | Dupa                                    | Dupa                                     |           | Centre belge de la bande dessinée |
| juillet   | Vasco HS : Le petit Vasco illustré                                                              | Luc Révillon                            | Gilles Chaillet                          |           | Le Lombard                        |
| juillet   | Le Petit Spirou no 5 : "Merci" qui ?                                                            | Philippe Tome                           | Janry                                    |           | Dupuis                            |
| juillet   | Finkel no 1 : L'enfant de mer                                                                   | Didier Convard                          | Gine                                     |           | Delcourt                          |
| août      | BD Évasion : Le Maltais no 3 : Mao! Mao! Mao!                                                   | Loup Durand                             | Laurent Verron                           |           | Glénat                            |
| août      | Equator no 2 : Katalé                                                                           | Stephen Desberg                         | Dany                                     |           | Le Lombard                        |
| août      | Timon des Blés no 7 : "Le Mont-Libre"                                                           | Daniel Bardet                           | Élie Klimos                              |           | Glénat                            |
| août      | Les Feux d'Askell no 2 : Retour à Vocable                                                       | Christophe Arleston                     | Jean-Louis Mourier                       |           | Soleil Productions                |
| août      | Le Vent des Dieux no 9 : Cambaluc                                                               | Patrick Cothias                         | Thierry Gioux                            |           | Glénat                            |
| août      | Dampierre no 4 : Le complot de Laval                                                            | Pierre Legein                           | Yves Swolfs                              |           | Glénat                            |
| août      | L'intégrale des pieds nickelés Tome 19 : Sur les trétaux - Ministres - Contre Croquenot         | René Pellos                             | René Pellos                              |           | Vents d'Ouest                     |
| août      | Les 4 As no 31 : Le fantôme du Mont Saint-Michel                                                | Georges Chaulet                         | François Craenhals - Jacques Debruyne    |           | Casterman                         |
| août      | Les Héros Cavaliers no 4 : L'esprit de Vermine                                                  | Patrick Cothias                         | Philippe Tarral                          |           | Glénat                            |
| août      | Les Aigles décapitées no 8 : La marque de Nolwenn                                               | Jean-Charles Kraehn                     | Michel Pierret                           |           | Glénat                            |
| août      | Les Scorpions du désert no 4 : Brise de mer                                                     | Hugo Pratt                              | Hugo Pratt                               |           | Casterman                         |
| août      | Les Tours de Bois-Maury no 10 : Olivier                                                         | Hermann                                 | Hermann                                  |           | Glénat                            |
| août      | Les Timour no 32 : La fin des temps                                                             | Sirius                                  | Sirius                                   |           | Dupuis                            |
| août      | Tendre Banlieue no 9 : Madrid                                                                   | Tito                                    | Tito                                     |           | Casterman                         |
| août      | Yakari no 20 : Le diable des bois                                                               | Job                                     | Derib                                    |           | Casterman                         |
| septembre | Gorn no 3 : La Dans des Damnés                                                                  | Tiburce Oger                            | Tiburce Oger                             |           | Vents d'Ouest                     |
| septembre | Rubine no 2 : Fenêtre sur rue                                                                   | Mythic                                  | Dragan de Lazare - François Walthéry     |           | Le Lombard                        |
| septembre | Pin-Up no 1 : Remember Pearl Harbor                                                             | Yann                                    | Philippe Berthet                         |           | Dargaud                           |
| septembre | Pour l'Amour de l'Art no 2 : Les anneaux de Babel                                               | Serge Le Tendre - Pascale Rey           | Jean-Pierre Danard - François Pierre     |           | Dargaud                           |
| septembre | Largo Winch no 5 : 'H                                                                           | Jean Van Hamme                          | Philippe Francq                          |           | Dupuis                            |
| septembre | Le Cycle de Taï-Dor no 6 : Les Enfants perdus                                                   | Serge Le Tendre - Rodolphe              | Jean-Luc Serrano                         |           | Vents d'Ouest                     |
| septembre | Léonard no 24 : Temps de génie                                                                  | Bob de Groot                            | Turk                                     |           | Appro                             |
| septembre | Les chefs-d'œuvre de la B.D. humoristique Tome 3 : La Famille Illico                            | George McManus                          | George McManus                           |           | Vents d'Ouest                     |
| septembre | Reflets d'écume no 1 : Naïade                                                                   | Ange                                    | Alberto Varanda                          |           | Vents d'Ouest                     |
| septembre | Jimmy Tousseul no 7 : Le masque de l'esclave                                                    | Stephen Desberg                         | daniel Desorgher                         |           | Dupuis                            |
| septembre | L'homme de Java no 4 : Mama king                                                                | Pierre-Yves Gabrion                     | Pierre-Yves Gabrion                      |           | Vents d'Ouest                     |
| septembre | Lucky Luke no 63 : Le pont sur le Mississipi                                                    | Xavier Fauche - Jean Léturgie           | Morris                                   |           | Lucky Productions                 |
| septembre | Mangecœur no 2 : Dans le jeu des miroirs                                                        | Mathieu Gallié                          | Jean-Baptiste Andréae                    |           | Vents d'Ouest                     |
| septembre | ElfQuest : Le Pays des elfes no 17 : La Grande bataille                                         | Wendi Pini                              | Wendi Pini                               |           | Vents d'Ouest                     |
| septembre | Bout d’Homme no 4 : Karriguel an Ankou                                                          | Jean-Charles Kraehn                     | Jean-Charles Kraehn                      |           | Glénat                            |
| octobre   | Charly no 4 : Le piège                                                                          | Denis Lapière                           | Magda                                    |           | Dupuis                            |
| octobre   | Les Maîtres de l'orge no 3 : Adrien, 1914                                                       | Jean Van Hamme                          | Francis Vallès                           |           | Glénat                            |
| octobre   | Les Aventures extraordinaires d'Adèle Blanc-Sec no 7 : Tous des monstres!                       | Tardi                                   | Tardi                                    |           | Casterman                         |
| novembre  | L'intégrale des pieds nickelés Tome 20 : Tiennent le succès - en plein suspens - Agents secrets | René Pellos                             | René Pellos                              |           | Vents d'Ouest                     |
| novembre  | Les Psy no 2 : Dites-moi Tout !                                                                 | Raoul Cauvin                            | Bédu                                     |           | Dupuis                            |
| novembre  | Le Prince de la nuit no 1 : Le chasseur                                                         | Yves Swolfs                             | Yves Swolfs                              |           | Glénat                            |
| novembre  | Le Scrameustache no 26 : Les enfants de l'arc-en-ciel                                           | Gos - Walt                              | Gos - Walt                               |           | Dupuis                            |
| novembre  | Les Schtroumpfs no 17 : Le schtroumpfeur de bijoux                                              | Peyo - Thierry Culliford- Luc Parthoens | Alain Maury                              |           | Le Lombard                        |
| octobre   | Luc Orient no 18 : Rendez-vous à 20h en enfer...                                                | Greg                                    | Eddy Paape                               |           | Le Lombard                        |
| octobre   | Les Zappeurs no 2 : Pas très cathodique, tout ça!                                               | Serge Ernst                             | Serge Ernst                              |           | Dupuis                            |
| octobre   | Monsieur Noir (1)                                                                               | Jean Dufaux                             | Griffo                                   |           | Dupuis - Aire libre               |
| octobre   | Jojo no 6 : Le serment d'amitié                                                                 | André Geerts                            | André Geerts                             |           | Dupuis                            |
| octobre   | Julie, Claire, Cécile no 11 : Odyssée dingue                                                    | Bom                                     | Sidney                                   |           | Le Lombard                        |
| octobre   | Peter pan no 3 : Tempête                                                                        | Régis Loisel                            | Régis Loisel                             |           | Vents d'Ouest                     |
| octobre   | L'Agent 212 no 16 : Flic... Aïe!                                                                | Raoul Cauvin                            | Daniel Kox                               |           | Dupuis                            |
| octobre   | Jim et ses copains : Tous les défauts des mecs Tome 1                                           | Jim                                     | Fredman                                  |           | Vents d'Ouest                     |
| octobre   | Rantanplan no 7 : Le fugitif                                                                    | Jean Léturgie - Xavier Fauche           | Morris                                   |           | Lucky Productions                 |
| octobre   | Samba Bugatti no 3 : Le mystère Bugatti                                                         | Jean Dufaux                             | Griffo                                   |           | Glénat                            |
| octobre   | Sammy no 31 : Alcool aux pruneaux                                                               | Raoul Cauvin                            | Berck                                    |           | Dupuis                            |
| octobre   | Sang-de-Lune no 3 : Sang-Désir                                                                  | Jean Dufaux                             | Viviane Nicaise                          |           | Glénat                            |
| novembre  | Santiag no 3 : Rouge... comme l'éternité                                                        | Jean Dufaux                             | Renaud                                   |           | Glénat                            |
| octobre   | Castel Armer no 2 : La blanche biche                                                            | Henri Reculé                            | Henri Reculé                             |           | Le Lombard                        |
| octobre   | Toupet no 6 : Toupet fait sauter les plombs                                                     | Christian Godard                        | Albert Blesteau                          |           | Dupuis                            |
| octobre   | Tramp no 2 : Le bras de fer                                                                     | Jean-Charles Kraehn                     | Patrick Jusseaume                        |           | Dargaud                           |
| octobre   | Biggles no 6 : Squadron Biggles                                                                 | Michel Oleffe                           | Éric Loutte                              |           | Lefrancq                          |
| octobre   | Soda no 6 : Confession express                                                                  | Tome                                    | Bruno Gazzotti                           |           | Dupuis                            |
| octobre   | Bizu no 16 : La houle aux loups                                                                 | Jean-Claude Fournier                    | Jean-Claude Fournier                     |           | Dupuis                            |
| octobre   | Yoko Tsuno no 20 : L'astrologue de Bruges                                                       | Roger Leloup                            | Roger Leloup                             |           | Dupuis                            |
| octobre   | Xoco no 1 : Papillon obsidienne                                                                 | Thomas Mosdi                            | Olivier Ledroit                          |           | Vents d'Ouest                     |
| octobre   | Marsupilami no 9 : Le papillon des cimes                                                        | Yann                                    | Batem                                    |           | Marsu Productions                 |
| octobre   | Lanfeust de Troy no 1 : L'ivoire du Magohamoth                                                  | Christophe Arleston                     | Didier Tarquin                           |           | Soleil Productions                |
| novembre  | La Mémoire des arbres no 2 : 'La Hache et le Fusil (2)                                          | Jean-Claude Servais                     | Jean-Claude Servais                      |           | Dupuis                            |
| novembre  | Léonard HS1 : 20 ans de génie                                                                   | Bob de Groot                            | Turk                                     |           | Appro                             |
| novembre  | Monsieur Jean t. 3 : Les Femmes et les enfants d’abord                                          | Charles Berberian - Philippe Dupuy      | Charles Berberian - Philippe Dupuy       |           | Les Humanoïdes Associés           |
| novembre  | Ric Hochet no 54 : Le masque de la terreur                                                      | André-Paul Duchâteau                    | Tibet                                    |           | Le Lombard                        |
| novembre  | Cédric no 8 : Comme sur des roulettes                                                           | Raoul Cauvin                            | Laudec                                   |           | Dupuis                            |
| novembre  | Croqu'la Vie no 2 : 36.15 code squelette                                                        | Yann                                    | Marc Hardy                               |           | Marsu Productions                 |
| novembre  | Dan Cooper no 42 : Les faucons                                                                  | Albert Weinberg                         | Albert Weinberg                          |           | Dargaud                           |
| novembre  | Dick Hérisson no 5 : Frères de cendres                                                          | Didier Savard                           | Didier Savard                            |           | Dargaud                           |
| novembre  | Balade au bout du monde no 7 : La voix des maîtres                                              | Makyo                                   | Éric Hérenguel                           |           | Glénat                            |
| décembre  | Les Casseurs no 21 : La secte d'Hollywood                                                       | André-Paul Duchâteau                    | Christian Denayer                        |           | Le Lombard                        |
| décembre  | Névé no 3 : Rouge passion                                                                       | Didier Dieter                           | Emmanuel Lepage                          |           | Glénat                            |
| décembre  | Vasco no 13 : Les fossoyeurs de Belzébuth                                                       | Gilles Chaillet                         | Gilles Chaillet                          |           | Le Lombard                        |

### Comics
| Sortie | Titre       | Scénariste | Dessinateur | Coloriste | Éditeur |
| ------ | ----------- | ---------- | ----------- | --------- | ------- |
| ?      | à compléter |            |             |           |         |
| ?      | …           |            |             |           |         |

### Mangas
| Sortie | Titre       | Scénariste | Dessinateur | Coloriste | Éditeur |
| ------ | ----------- | ---------- | ----------- | --------- | ------- |
| ?      | à compléter |            |             |           |         |
| ?      | …           |            |             |           |         |

## Décès
- 6 février : Jack Kirby (Créateur des Quatre Fantastiques, de l'incroyable Hulk et des X-Men)
- 15 mars : Nadir Quinto (it)
- 19 mars : René Deynis
- 31 mars : José Escobar
- 22 mai : Mitacq
- 8 juillet : Pierre Lacroix dessinateur de Bibi Fricotin
- 21 juillet : Marijac
- 23 août : Jean-Claude Gal
- 22 septembre : Bud Sagendorf, auteur de comics
- 26 octobre : Francis
- 27 novembre : Ralph Stein, auteur de comic strips
- 28 novembre : Frank Robbins, auteur de comics